# Aylesford
Aylesford är en ort och civil parish i grevskapet Kent i sydöstra England. Orten ligger i distriktet Tonbridge and Malling vid floden Medway, cirka 4 kilometer nordväst om Maidstone. Tätorten (built-up area) hade 734 invånare vid folkräkningen år 2021. Aylesford nämndes i Domedagsboken (Domesday Book) år 1086, och kallades då Elesford.
Civil parishen utgörs av orterna Aylesford, Eccles, Kit's Coty och Blue Bell Hill samt en del av Walderslade, en sydlig förort till Chatham.